# Операція «Блеккок»

Карта операції «Вахт ам Райн». Гайнсберзький виступ — у верхній частині лінії фронту

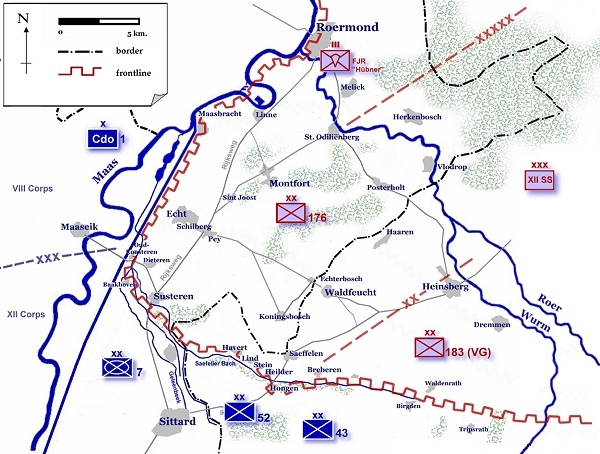
Положення сторін перед початком операції «Блеккок»

Операція «Блеккок» (англ. Operation Blackcock) — військова операція британських та канадських збройних сил щодо зачищення від німецьких військ Рурського трикутника, що утворився внаслідок союзного наступу взимку 1945 року між голландськими містами Рурмонд і Сіттард та німецьким містом Гайнсберг. Головною метою операції, яка проводилася силами XII корпусу 2-ї британської армії, було витіснення німецької 15-ї армії генерала від інфантерії Густава-Адольфа фон Цангена за межі річок Рур та Вурм далі на схід та забезпечення прориву головних сил армії в Німеччину.

## Історія

### Передумови
Зважаючи на те, що німецький наступ в Арденнах за планом операції «Вахт-ам-Райн» все ще продовжувався, командувач 21-ї групи армій фельдмаршал сер Бернард Монтгомері скористався ситуацією, що утворилася та часткою сил своїх військ вирішив вибити вермахт з єдиної області, що утримувалася німецькою армією німцям західніше річки Рур. Це був так званий Гайнсберзький виступ, який по суті був рівностороннім трикутником зі сторонами завдовжки приблизно по 32 км і вершиною у Рурмонда. Оборону німецьких військ, котра спиралася на фортифікаційні позиції лінії Зігфрида, займали дві німецькі дивізії — 176-та піхотна генерала Крістіана-Йоганнеса Ландау та 183-тя фольксгренадерська генерал-лейтенанта Вольфганга Ланге зі складу XII корпусу СС генерала Гюнтера Блюментрітта (з 20 січня — генерал-лейтенанта Фріца Баєрляйна).

### Підготовка
Для реалізації мети наступальної операції зі складу 2-ї британської армії виділялося ударне угруповання, кістяк якого становив XII корпус лейтенант-генерала Ніла Річі. Північніше цього корпусу оборонялися сили VIII корпусу 2-ї армії під командуванням лейтенант-генерала Е. Г. Баркера, а південніше — частини 9-ї американської армії генерал-лейтенанта Вільяма Х. Сімпсона. Головний удар в ході операції завдавала 52-га дивізія генерала-майора Р. К. Росса, яка мала просуватися через Бокет до ключового вузла німецької оборони біля Гайнсберга. 7-ій бронетанковій дивізії генерала Л. О. Ліна та 43-ій піхотній дивізії майор-генерала Г. І. Томаса (під тимчасовим командуванням бригадира Байдера Коада) були відведені другорядні напрямки наступу — відповідно ліворуч та праворуч від 52-ї дивізії. 7-ма бронетанкова повинна була наступати через Сустерен у напрямку до Рурмонда, а 43-тя — через Вальденрат до Дреммена та Лінденна. Захист правого флангу в районі Лінденн в ході операції «Блеккок» забезпечувала 102-га дивізія 9-ї армії США генерал-майора Френка А. Кітінга.
Розуміючи, що прорив потужної у фортифікаційному відношенні німецької лінії оборони, та звертаючи увагу на необхідність збереження життя людей для подальшого просування в Німеччині, Монтгомері забезпечив зосередження значного артилерійського угруповання з восьми полків польової артилерії, шести полків артилерії середніх калібрів та деяких важких і надважких гармат. Також в інтересах дій піхоти залучалася велика кількість спеціальної інженерної техніки, у тому числі, так звані «іграшки Гобарта», на кшталт мінних тралів, установок з підривними зарядами для пророблення проходів та подолання перешкод, вогнеметні танки «Крокодил» та бронетранспортери «Кенгуру» 79-ї бронетанкової дивізії майор-генерала сера Персі Гобарта. Наступною новинкою стала канадська 1-ша ракетна батарея з РСЗВ, яка могла здійснити одночасно залп приблизно 350 ракетами, кожна з яких була еквівалентна снаряду 140-мм калібру. Нарешті, атаку забезпечував прожекторний загін, промені яких відбиті від неба виробляли «місячне світло Монті» (англ. Monty’s Moonlight), даючи достатньо світла, щоб війська, які атакували в темряві, бачили свій шлях. Усіх військовослужбовців забезпечили маскувальними костюмами під сніг; танки та інші транспортні засоби були пофарбовані в білий колір.
Кожен етап операції був дуже детально спланований та попередньо проведені навчання з відпрацюванням загального замислу операції, особовий склад відпочив та перед тим, як вступити в бій кожен військовик чітко усвідомив, яку роль він повинен зіграти.
До кінця 1944 року лінія фронту в голландській провінції Лімбург стабілізувалася вздовж кількох природних бар'єрів. Найважчою перешкодою для форсування була річка Маас, кордон між Бельгією та Нідерландами. Наступним бар'єром стала річка Рур, що простягалася від німецького району Айфель через Гайнсберг до Рурмонда, де вона впадала в Маас. На південь від Гайнсберга захисні споруди лінії Зігфрида або «Західного вала» простягалися вздовж берегів річки Рур.

### Хід операції
14 січня 1945 року британські війська за планом операції перейшли в атаку. Британський наступ на трикутник здійснювався на трьох напрямках. На лівому фланзі наступала 7-ма бронетанкова дивізія, яка цілеспрямовано проривалася на важливий міст через річку Рур поблизу села Сінт-Оділіленберг. У центрі бойового порядку діяла 52-га дивізія, яка долаючи спротив 176-ї німецької дивізії рушила у північно-східному напрямку, глибоким обхідним маневром охоплюючи Гайнсберг після того, як прорвала німецьку лінію оборони біля Гонгена, відкривши шлях між Сіттардом та Гайнсбергом для введення в битву решти військ союзників. Правий фланг, 43-тя піхотна дивізія, наступав через прорив у німецькій обороні, створений 52-ю дивізією, на південний схід від Дреммена.
Вирішальним моментом операції «Блеккок» стали бої за маленьке голландське село Сінт-Джоуст. Сінт-Джоуст лежав на маршруті 7-ї бронетанкової дивізії на північ у напрямку Монфорта. Після чотирьох днів боїв німці повністю усвідомили той факт, що 7-ма бронетанкова дивізія, яка діяла проти них, сильно покладається на дороги. Здійснення маневру британською бронетехнікою в умовах тодішньої зими, і звідси надто м'якою землею для ефективного руху танків, напряму залежало від доріг між населеними пунктами.
20 січня в холодних та туманних погодних умовах бронетанкові та піхотні підрозділи британської дивізії розпочали першу атаку Сінт-Джоуста, яке як вважалося обороняли дві роти 2-го парашутного полку Губнера. Наступ не вдався, і британці провели ще декілька спроб розбити противника у вузловому опорному пункті, але невдало. Лише 21 січня, нарешті за підтримкою вогнеметних танків «Крокодил» вдалося очистити село. Ціною значних втрат, британці визволили Сінт-Джоуст, де захопили 60 німецьких десантників і нарахували понад 100 німецьких загиблих. Багато будинків Сінт-Джоуста були зруйновані внаслідок дії цих бронемашин.
Між вечором 19 і 23 січня голландське село Монфорт, на північний схід від Сінт-Джоуста, сім разів піддалося артилерійським обстрілам та авіаударам винищувачів-бомбардувальників «Тайфун» канадської та британської авіації маршала повітряних сил Артура Конінгама і віце-маршала повітряних сил Гаррі Бродгерста. Майже всі 250 будинків населеного пункту були пошкоджені, деякі перетворилися на руїни, загинули цілі сім'ї. Під час цих бомбардувальних нальотів союзної авіації німці укривались у підвалах серед мирного населення та у лісистих районах біля села.
24 січня, коли село було остаточно звільнене 7-ю бронетанковою дивізією, британські війська виявили врятованих жителів села сильно шокованими, оскільки авіаційні атаки коштували життя 186 мирних жителів, більшість з яких поховані під зруйнованими будинками.
До 27 січня 1945 року цілі операції «Блеккок» були досягнуті. Німецькі дивізії були витіснені з трикутника за винятком району, що знаходиться на південь від Рурмонда. Тут десантники парашутного полку Губнера спромоглися втриматися на західному берегу.
Британська 52-га дивізія зазнала 752 жертви, у тому числі 101 солдат загинув; ще 258 людей були визнані непридатними через хворобу, в основному від несприятливих погодних умов та сильних холодів. У 7-ій бронетанковій дивізії втрати становили трохи більше 400 загиблих, лише 20 танків були підбиті німцями, а ще 23 вийшли з ладу через механічні проблеми в ході боїв на виступі. Кількість німецьких втрат в операції «Блеккок» невідома, але її можна оцінити у понад 2100 осіб. 7-ма бронетанкова, 52-га та 43-тя піхотні дивізії узяли в полон 490, понад 1200 та близько 400 німецьких солдатів відповідно.
При проведенні операції «Блеккок» відзначилися британські командос 1-ї бригади. За проявлену мужність молодший капрал Генрі Гарден, військовослужбовець Королівського армійського медичного корпусу, що діяв разом з No. 45 Commando, був удостоєний хреста Вікторії.
Після завершення операції «Блеккок» плани щодо захоплення Рейнланда почали реалізовуватися. 8 лютого 1-ша канадська армія розпочала операцію «Верітебл», метою якої було пробиття німецької оборони у Клевер-Райхсвальді, приблизно в 60 км на північ від Рурського трикутника. 9-та армія США розпочала операцію «Гренейд», наступ на південному фланзі ударів, що охоплювали німецький фронт. У перші години 23 лютого 1945 року 9-та армія генерала Вільяма Гуда Сімпсона перетнула річку Рур на південь від Гайнсберга. Через дванадцять годин Сімпсон мав на східному березі 16 батальйонів разом із семи важкими мостами та низкою легких штурмових мостів. Американські втрати в перший день були легкими; водночас у полон було захоплено 700 німецьких військових. Передовий загін XVI корпусу 9-ї армії генерала Джона Андерсона поринув у бік Венло для з'єднання з британцями на півночі. 1 березня Рурмонд був захоплений розвідувальним загоном 35-ї піхотної дивізії США генерал-майора Пола У. Бааде без жодного пострілу.